# Zabawne spotkanie w ogrodzie zoologicznym w Sztokholmie
Zabawne spotkanie w ogrodzie zoologicznym w Sztokholmie (org. Komische Begegnung in Tiergarten zu Stockholm) – pierwszy film nakręcony na terenie Szwecji. 
Powstał w sierpniu 1896 roku. Jego autorami byli wynalazcy bioskopu, bracia Skladanowscy, którzy przebywali wtedy w Szwecji, pracując dla teatru Kristallsalongen. Film nie został w tamtym czasie zaprezentowany w Szwecji.